# Targowo
Targowo (niem. Theerwisch) – wieś w Polsce, położona w województwie warmińsko-mazurskim, w powiecie szczycieńskim, w gminie Dźwierzuty. W latach 1975–1998 miejscowość administracyjnie należała do województwa olsztyńskiego.

## Części wsi
| SIMC    | Nazwa    | Rodzaj    |
| ------- | -------- | --------- |
| 0473520 | Zazdrość | część wsi |

## Historia
W wieku XIX wieś wspomniana w słowniku – jako wieś i dobra w powiecie szczycieńskim.
Majątek szlachecki, rozparcelowany w okresie międzywojennym. Na początku XX w. we wsi było 280 mieszkańców, gorzelnia i kościół ewangelicki (obecnie katolicki).
Kościół ewangelicki (obecnie katolicki pw. św. Jana Chrzciciela) wybudowany został między 1884 a 1934 r., w miejscu dawnego, drewnianego, rozebranego w 1823 r. W dawnej pastorówce mieści się obecnie sklep i mieszkanie prywatne.

## Zabytki
- Kościół katolicki (dawniej ewangelicki) im. Jana Chrzciciela wybudowany w latach 1884–1934.
- Pomnik hitlerowski. Napisy na kamieniu wykute po I wojnie światowej.
- Cmentarz ewangelicki, gdzie są pochowani niemieccy żołnierze i niemieccy cywile. Cmentarz znajduje się w małym lasku naprzeciwko remizy strażackiej.
- Pastorówka, gdzie obecnie jest sklep i mieszkanie prywatne.